# Marc Siersema
Sas Marc Siersema (Drachten, 11 oktober 1993) is een Nederlands thrillerschrijver en acteur. Hij debuteerde als acteur in 2014 op de Nederlandse televisie en in 2016 in de bioscoop. Zijn eerste boek Buiten de wet is in 2025 uitgebracht.

## Privéleven
Siersema groeide op in het Friese Harkema. Hij studeerde Small Business & Retailmanagement op de Hanzehogeschool Groningen terwijl hij zijn eerste stappen als acteur maakte. Hij was destijds al geruime tijd actief als short story schrijver, waarvan Hoge Bomen zijn meest recentste werk was. 

## Acteur
In 2014 debuteerde Siersema op de Nederlandse- en Friese televisie in de serie De Utflecht. Hierin speelde hij in alle zes afleveringen. Naast enkele kleinere filmprojecten maakte hij in 2016 zijn bioscoopdebuut in de film MeesterSpion. Datzelfde jaar kwam ook de bioscoopfilm Fataal uit waarin hij Daniel Mees speelde.

## Schrijver
Als schrijver maakte Siersema zijn debuut met de thriller Buiten de wet die is uitgebracht in 2025.

## Filmografie
| Film      | Film         | Film                    | Film                                           |
| Jaar      | Productie    | Rol                     | Opmerkingen                                    |
| --------- | ------------ | ----------------------- | ---------------------------------------------- |
| 2015      | Visser       | Wouter de Haas          | Korte film                                     |
| 2016      | MeesterSpion | Russische spion         |                                                |
| 2016      | Fataal       | Daniel Mees             |                                                |
| 2019      | Popi Slopi   | Steve                   | Korte film                                     |
| 2022      | Parklaan     | Philip                  | Korte film                                     |
| 2023      | Let me be    | Docent                  | Korte film                                     |
| 2023      | Vete         | Aitze Ukena/Fokko Ukena | Korte film, inzending Noordelijk Film Festival |
| Televisie |              |                         |                                                |
| Jaar      | Productie    | Rol                     | Opmerkingen                                    |
| 2014      | De Utflecht  | Reyer                   | Vaste rol                                      |
| 2015      | Moordvrouw   | Man                     | Afl. Solo                                      |